# Оберэрбах (Монтабаур)
Оберэрбах (нем. Obererbach) — община в Германии, в земле Рейнланд-Пфальц.
Входит в состав района Вестервальд. Подчиняется управлению Вальмерод. Население составляет 531 человек (на 31 декабря 2010 года). Занимает площадь 2,60 км².